# Красная книга Кабардино-Балкарской Республики
Красная книга Кабардино-Балкарской Республики — официальный документ, содержащий свод сведений о состоянии, распространении и мерах охраны редких и находящихся под угрозой исчезновения видов (подвидов, популяций) диких животных и дикорастущих растений и грибов, обитающих (произрастающих) на территории Кабардино-Балкарской Республики.

## Издания
Первое издание вышло в 2000 году и включает 138 видов животных (в том числе 26 млекопитающих, 53 — птиц, 14 — рыб, 3 — пресмыкающихся, 3 — земноводных, 39 — насекомых), 100 видов растений, и 5 видов лишайников и грибов.
В 2018 году вышло второе издание Красной книги Кабардино-Балкарской Республики тиражом 800 экземпляров, которое включает сведения о 372 видах.

## Список видов
Ниже представлены списки видов, включенных в издание 2018 года

### Грибы и лишайники
- Agaricus spissicaulis — Шампиньон плотноножковый
- Tricholoma colossus — Рядовка исполинская
- Boletus fragrans — Болет ароматный
- Gyroporus cyanescens — Гиропор синеющий
- Strobilomyces strobiliformis — Шишкогриб хлопьеножковый
- Clavariadelphus pistillaris — Клавариадельфус пестичный
- Phellinus quercinus  — Феллинус дубовый
- Grifola frondosa — Грифола курчавая
- Ganoderma lucidum — Ганодерма блестящая
- Lentinellus suavissimus  — Лентинелюс привлекательнейший
- Lenzites warnieri — Ленцитес Варнье
- Polyporus arcularius — Полипорус ямчатый
- Polyporus umbellatus — Полипорус зонтичный
- Haploporus odorus — Хаплопорус душистый
- Hericium coralloides — Ежовик коралловидный

- Chaenotheca brachypoda — Хенотека коротконожковая
- Pyxine sorediata — Пиксина соредиозная
- Cladonia cryptochlorophaea — Кладония скрыто-темно-зеленая
- Cladonia macrophylla — Кладония крупнолистная
- Cladonia merochlorophaea — Кладония частично-темно-зеленая
- Cladonia pleurota — Кладония бокоплодная
- Cladonia scabriuscula — Кладония шероховатая
- Hypotrachyna revoluta — Гипотрахина отогнутая
- Letharia vulpina — Летария лисья
- Parmotrema reticulatum — Пармотрема сетчатая
- Usnea florida — Уснея цветущая
- Vulpicida juniperinus — Вульпицида можжевеловая
- Xanthoparmelia verruculifera — Ксантопармелия бородавчатоносная
- Ramalina sinensis Jatta — Рамалина китайская
- Ramalinafastigiata — Рамалина равновершинная
- Sphaerophorus fragilis — Сферофорус ломкий
- Lepraria diffusa — Лепрария раскидистая
- Stereocaulon dactylophyllum — Стереокаулон пальчатолистный
- Leptogium burnetiae  — Лептогиум Бурнета
- Lobaria amplissima — Лобария широчайшая
- Lobaria pulmonaria — Лобария легочная
- Lobaria scrobiculata — Лобария ямчатая
- Sticta sylvatica — Стикта лесная
- Peltigera ponojensis Gyeln. — Пельтигера понойская
- Caloplaca ferruginea — Калоплака ржавая
- Caloplacanivalis — Калоплака снежная
- Icmadophila ericetorum — Икмадофила пустошная
- Umbilicaria deusta — Умбиликария обугленная

### Растения
- Isopaches decolorans — Изопахес обесцвеченный
- Liochlaena subulata — Лиохлена шиловидная
- Scapania elvetica — Скапания швейцарская
- Scapania verrucosa — Скапания бородавчатая
- Lunulariacruciata — Лунулярия крестовидная
- Frullania parvistipula — Фруллания мелколисточковая
- Cololejeunea calcarea —  Кололеженеа известняковая
- Oreas martiana — Ореас Марциуса
- Fabronia ciliaris — Фаброния реснитчатая
- Orthotrichum vladikavkanum — Ортотрихум владикавказский
- Aloina rigida — Алоина жесткая
- Barbula crocea — Барбула шафранно-желтая
- Hilpertia velenovskyi — Хилпертия Веленовского
- Pterygoneurum ovatum — Птеригоневрум яйцевидный
- Tortula lingulata Lindb. — Тортула язычковая
- Tayloria serrata — Тэйлория пильчатая

- Polystichum lonchitis — Многорядник копьевидный
- Ceterach officinarum — Скребница аптечная
- Phyllitis scolopendrium — Листовник сколопендровый

- Abies nordmanniana — Пихта Нордмана, или пихта кавказская
- Picea orientalis — Ель восточная
- Taxus baccata — Тис ягодный

- Anemone blanda  — Ветреница нежная
- Anemone sylvestris — Ветреница лесная
- Clematis integrifolia — Ломонос цельнолистный
- Delphinium caucasicum — Живокость кавказская
- Helleborus caucasicus  — Морозник кавказский
- Ranunculus balkharicus  — Лютик балкарский
- Paeonia tenuifolia — Пион тонколистный
- Papaver bracteatum — Мак крупноцветковый, или мак прицветниковый
- Papaver lisae — Мак Лизы
- Petrocoma hoefftiana — Петрокома Геффта
- Acantholimon glumaceum — Акантолимон пленчатый
- Betula raddeana — Береза Радде
- Ostrya carpinifolia — Хмелеграб обыкновенный
- Rhododendron caucasicum  — Рододендрон кавказский
- Vaccinium myrtillus — Черника обыкновенная
- Vaccinium vitis-idaea — Брусника обыкновенная
- Primula bayernii — Первоцвет Байерна
- Primula woronowii — Первоцвет Воронова
- Crambe gibberosa  — Катран бугорчатый
- Dentaria bipinnata  — Зубянка дваждыперистая
- Draba longisiliqua  — Крупка длинностручковая
- Iberist aurica — Иберийка крымская
- Pseudovesicaria digitata — Ложнопузырчатка пальчатая
- Euphorbia baxanica — Молочай баксанский
- Euphorbia buschiana — Молочай Буша
- Daphne baksanica — Волчеягодник баксанский
- Stelleropsis caucasica — Стеллеропсис кавказский
- Saxifraga carinata  — Камнеломка килеватая
- Saxifraga columnaris  — Камнеломка колончатая
- Saxifraga dinnikii  — Камнеломка Динника
- Prometheum pilosum — Прометеум волосистый
- Amygdalus nana — Миндаль низкий, или бобовник
- Potentilla divina  — Лапчатка чудесная
- Rosa adenophylla — Шиповник железистый
- Rosa baxanensis — Шиповник баксанский
- Rosa kossii — Шиповник Коса
- Rosa obtegens — Шиповник сближенный
- Rosa prokhanovii — Шиповник Проханова
- Rosa tchegemensis — Шиповник чегемский
- Rosa terscolensis — Шиповник терскольский
- Rosa uniflora — Шиповник одноцветковый
- Sorbus graeca — Рябина греческая
- Caragana grandiflora — Карагана крупноцветковая
- Cicer balcaricum  — Нут балкарский
- Lupinaster polyphyllus — Люпинастер многолистный
- Vavilovia formosa — Вавиловия красивая
- Acer trautvetteri — Клен Траутфеттера
- Euonymus nana — Бересклет карликовый
- Vitis sylvestris  — Виноград лесной
- Symphyoloma graveolens — Сростноплодник пахучий
- Valeriana jelenevskyi — Валериана Еленевского
- Valeriana officinalis — Валериана лекарственная
- Atropa caucasica — Красавка кавказская
- Trigonocaryum involucratum — Тригонокариум окутанный
- Diphelypaea coccinea — Дифелипея красная
- Pedicularis balkharica — Мытник балкарский
- Scrophularia minima — Норичник малый
- Nepeta czegemensis — Котовник чегемский
- Campanula besenginica  — Колокольчик безенгийский
- Campanula dolomitica — Колокольчик доломитовый
- Campanula kirpicznikovii  — Колокольчик Кирпичникова
- Cladochaeta candidissima — Кладохета чистейшая (белейшая)
- Jurinea ciscaucasica — Наголоватка предкавказская
- Jurinea coronopifolia — Наголоватка вороньелапая
- Jurinea dolomitica  — Наголоватка доломитовая
- Jurineai   — Наголоватка Галушко
- Leontodon tlostanovii — Кульбаба Тлостанова
- Colchicum speciosum   — Безвременник великолепный
- Eremurus spectabilis  — Эремурус замечательный
- Fritillaria latifolia  — Рябчик широколистный
- Lilium monadelphum  — Лилия однобратственная
- Tulipa biebersteiniana  — Тюльпан Биберштейна
- Tulipa gesneriana — Тюльпан Геснера
- Crocus scharojanii — Шафран Шарояна
- Iris halophila — Касатик солелюбивый
- Iris marschalliana — Касатик Маршалла
- Iris pumila — Касатик карликовый
- Anacamptis pyramidalis — Анакамптис пирамидальный
- Cephalanthera rubra — Пыльцеголовник красный
- Cephalanthera grandiflora  — Пыльцеголовник крупноцветковый
- Cephalanthera longifolia — Пыльцеголовник длиннолистный
- Dactylorhiza incarnata — Пальчатокоренник мясо-красный
- Epipactis atrorubens — Дремлик ржавый
- Epipactis helleborine — Дремлик морозниковый
- Epipactis palustris — Дремлик болотный
- Herminium monorchis — Бровник одноклубневый
- Goodyera repens — Гудайера ползучая
- Gymnadenia conopsea — Кокушник комарниковый
- Listera ovata — Тайник овальный
- Orchis coriophora — Ятрышник клопоносный
- Orchis militaris — Ятрышник шлемоносный
- Orchis mascula — Ятрышник мужской
- Orchis purpurea — Ятрышник пурпурный
- Orchis simia — Ятрышник обезьяний
- Orchis tridentata — Ятрышник трехзубчатый
- Orchis ustulata — Ятрышник обожженный
- Platanthera chlorantha — Любка зеленоцветная
- Traunsteinera globosa — Траунштейнера шаровидная
- Traunsteinera sphaerica — Траунштейнера сферическая
- Allium inaequale — Лук неравный
- Allium schoenoprasum — Лук скорода
- Allium sphaerocephalon — Лук круглоголовый
- Allium ursinum — Лук медвежий
- Allium victorialis — Лук победный
- Galanthus angustifolius — Подснежник узколистный
- Galanthus bortkewitschianus  — Подснежник Борткевича
- Galanthus lagodechianus  — Подснежник лагодехский
- Festuca sommieri  — Овсяница Сомье
- Stipa lessingiana  — Ковыль Лессинга
- Stipa pennata — Ковыль перистый

### Животные
- Acherontia atropos — Бражник мертвая голова
- Acrotoma narzanensis — Акротома нарзанская
- Aeshna isosceles  — Коромысло рыжеватое
- Ametropus fragilis  — Аметропус хрупкий
- Amphinemura trialetica  — Амфинемура триалетная
- Anax imperator  — Дозорщик-повелитель
- Anostirus purpureus  — Аностирус пурпурный
- Apatura ilia  — Переливница малая, или переливница тополевая
- Aplotarsus angustulus  — Щелкун долинный
- Aporrectodea handlirschi  — Апорректода Хандлирши
- Astacus pachypus — Рак речной толстопалый
- Bombus argillaceus — Шмель глинистый
- Bombus cullumanus — Шмель пластинчатозубый
- Bradyporus multituberculatus  — Толстун степной, или многобугорчатый шароглав
- Callimorpha quadripunctaria — Медведица Гера
- Calosoma sycophanta — Красотел пахучий
- Carabus caucasicus caucasicus — Жужелица кавказская
- Carabus hungaricus  — Жужелица венгерская
- Cheilosia abagoensis  — Хилозия абагская
- Chironomus polonicus — Хирономус польский
- Coenagrion armatum  — Стрелка вооруженная
- Coenagrion pulchellum — Стрелка изящная
- Coenagrion scitulum  — Стрелка красивая
- Colias aurorina — Желтушка Аврорина
- Colias thisoa — Желтушка тизо, или желтушка горная
- Cordulegaster boltonii  — Кордулегастер кольчатый, или булавобрюх Болтона
- Dicranota  parviuncinata — Дикранота парвицината
- Dinothenarus flavocephalus  — Хищник желтоголовый
- Diodontella nubigena — Диодонтелла облачная
- Diodontella stschukini — Диодонтелла Щукина
- Ectamenogonus melanotoides — Ектаменогонус парковый
- Elater ferrugineus — Щелкун краснокрылый
- Elephantomyia edwardsi  — Элефантомия Эдвардса
- Empis consobrina — Эмпис консобрина
- Empis crassa — Эмпис толстый
- Emus hirtus — Хищник волосатый
- Gomphus flavipes  — Дедка желтоногий
- Gomphus vulgatissimus — Дедка обыкновенный
- Hercostomus rothi  — Херкостомус Рота
- Hilara arkhyziensis — Гиляра архызская
- Hirudo medicinalis — Пиявка медицинская
- Hydaticus schelkovnikovi  — Болотник Шелковница
- Hygrohelicopsis darevskii — Гигрогеликопсис Даревского
- Ilisia parchomenkoi  — Илизия Пархоменко
- Lasiopa caucasica  — Лазиопа кавказская
- Lestes barbarus — Лютка-иноземка
- Lestes dryas — Лютка-дриада
- Lestes viridis — Лютка темно-зеленая
- Libellula depressa — Стрекоза плоская
- Libellula fulva  — Стрекоза рыжая
- Libellula quadrimaculata — Стрекоза четырехпятнистая
- Lucanus cervus — Жук-олень
- Manica rubida Latreille — Маника красноватая
- Megachile rotundata — Мегахила округлая, или пчела-листорез люцерновая
- Megascolia maculata — Сколия-гигант, или сколия пятнистая
- Melitturga clavicornis — Мелиттурга булавоусая
- Myrmica elbrusi — Мирмика эльбрусская
- Omoglymmius germari  — Омоглиммиус Гермара
- Papilio machaon — Махаон
- Parnassius apollo — Аполлон обыкновенный
- Parnopes grandior  — Парнопес крупный
- Peltis grossa — Щитовидка большая
- Platypalpus teberdaensis  — Платипальпус тебердинский
- Platyscelis hypolitha  — Чернотелка меловая
- Pogonocerus thoracicus  — Погоноцерус гребнеусый
- Polyommatus daphnis — Голубянка дафнис, или голубянка зубчатокрылая
- Ranatra unicolor — Ранатра одноцветная
- Rhyacophila forcipulata — Риакофила форципулята
- Rhysodes sulcatus  — Рисодес бороздчатый
- Rophitoides canus — Рофитоидес серый
- Saga pedo — Дыбка степная
- Satyrus dryas — Бархатница дриада
- Scolia hirta — Сколия степная, или сколия мохнатая
- Smerinthus ocellatus — Бражник глазчатый
- Spazigaster ambulans — Спацигастер амбуланс
- Stratiomys armeniaca — Львинка армянская
- Sumpetrum sanguineum  — Сжатобрюх кроваво-красный
- Sybistroma binodicornis  — Сибистрома Бинодикорнис
- Syntormon pennatus  — Синтормон оперенный
- Tachydromia gorodkovi  — Тахидромия Городкова
- Temnothorax dlusskyi — Темноторакс Длусского
- Temnothorax tembotovi — Темноторакс Темботова
- Utetheisa pulchella — Медведица красноточечная
- Wiedemannia chvali  — Виедеманния Хвалы
- Xylocopa valga  — Пчела-плотник широкоголовая
- Xylocopa violaceae — Пчела-плотник, или ксилокопа фиолетовая
- Zerynthia polixena — Зеринтия Поликсена

- Caspiomyzon wagneri — Минога каспийская
- Acipenser guldenstadti — Осетр русский
- Acipenser stellatus — Севрюга
- Acipenser nudiventris — Шип
- Salmo trutta ciscaucasicus — Предкавказская кумжа
- Barbus capito — Усач-чанари, или булат-маи, или желтый усач
- Chondrostoma oxyrhynchum — Терский подуст
- Romanogobio ciscaucasicus — Северокавказский длинноусый пескарь
- Barbatula merga — Голец Крыницкого
- Sabanejewia caucasica — Щиповка предкавказская

- Lissotriton lantzi — Тритон Ланца
- Pelobates fuscus vespertinus — Чесночница Палласа
- Pseudopus apodus — Желтопузик
- Eremias arguta deserti  — Ящурка разноцветная западная
- Darevskia alpina  — Альпийская ящерица
- Hierophis caspius — Желтобрюхий полоз, или каспийский полоз
- Elaphe sauromates — Полоз Палласа
- Elaphe dione — Узорчатый полоз
- Pelias renardi — Восточная степная гадюка
- Pelias dinniki — Гадюка Динника
- Pelias lotieva — Гадюка Лотиева

- Bubulcus ibis — Цапля египетская
- Accipiter brevipes — Тювик европейский
- Aegypius monachus — Гриф черный
- Alauda leucoptera  — Жаворонок белокрылый
- Anthropoides virgo — Журавль-красавка
- Anthus campestris — Конёк полевой
- Aquila chrysaetos — Беркут
- Aquila heliaca — Могильник
- Aquila rapax — Орел степной
- Branta ruficollis — Казарка краснозобая
- Bubo bubo — Филин
- Burhinus oedicnemus — Авдотка
- Buteo rufinus  — Курганник
- Charadrius asiaticus — Зуек каспийский
- Ciconia nigra — Аист черный
- Circaetus gallicus — Змееяд
- Circus macrourus — Лунь степной
- Clanga pomarina — Подорлик малый
- Coccothraustes coccothraustes — Дубонос обыкновенный
- Emberiza calandra — Просянка
- Emberiza melanocephala — Овсянка черноголовая
- Falco cherrug — Балобан
- Falco naumanni — Пустельга степная
- Falco peregrinus — Сапсан
- Ficedula albicollis semitorquata  — Полуошейниковая мухоловка
- Glareola nordmanni  — Тиркушка степная
- Gypaetus barbatus — Бородач
- Gyps fulvus — Сип белоголовый
- Haematopus ostralegus longipes  — Кулик-сорока
- Haliaeetus albicilla — Орлан-белохвост
- Himantopus himantopus — Ходулочник
- Jynx torquilta — Вертишейка
- Lanius minor Gmelin — Сорокопут чернолобый
- Locustetla fluviatilis Wolf — Сверчок речной
- Lyrurus mlokosiewiczi  — Тетерев кавказский
- Marmaronetta angustirostris — Чирок мраморный
- Melanocorypha yeltoniensis — Жаворонок черный
- Montifringilla nivalis — Вьюрок снежный
- Muscicapa striata  — Мухоловка серая
- Neophron percnopterus — Стервятник
- Otis tarda tarda — Дрофа (европейский подвид)
- Pandion haliaetus — Скопа
- Petronia petronia — Воробей каменный
- Phasianus colchicus septentrionalis — Фазан северокавказский
- Recurvirostra avosetta — Шилоклювка
- Regulus regulus — Королёк желтоголовый
- Remiz pendulinus pendulinus — Ремез обыкновенный
- Sterna atbifrons — Крачка малая
- Sylvia nisoria — Славка ястребиная
- Tetrax tetrax — Стрепет
- Tichodroma muraria — Стенолаз
- Turdus iliacus — Белобровик

- Ursus arctos meridionalis — Медведь бурый кавказский
- Allactaga major — Тушканчик большой, или земляной заяц
- Barbastella barbastellus — Широкоушка европейская
- Bison bonasus — Зубр европейский
- Capreolus capreolus — Косуля европейская
- Cervus elaphus maral — Олень благородный кавказский
- Crocidura leucodon  — Белозубка белобрюхая
- Ellobius talpinus — Слепушонка обыкновенная
- Felis silvestris caucasica — Кошка лесная кавказская
- Hemiechinus auritus  — Еж ушастый
- Lutra lutra meridionalis — Выдра речная кавказская
- Martes martes lorenzi — Куница лесная кавказская
- Meriones meridianus — Песчанка полуденная
- Meriones tamariscinus — Песчанка тамарисковая, или песчанка гребенчуковая
- Micromys minutus — Мышь-малютка
- Microtus socialis — Полевка общественная
- Mustela erminea teberdina — Горностай кавказский
- Mustela eversmanii — Хорь степной
- Mustela lutreola turovi — Норка европейская кавказская
- Myotis blythii  — Ночница остроухая
- Myotis emarginatus  — Ночница трехцветная
- Neomys schelkovnikovi  — Кутора Шелковникова
- Panthera pardus ciscaucasica — Леопард переднеазиатский
- Plecotus macrobullaris  — Ушан горнокавказский
- Rhinolophus ferrumequinum  — Подковонос большой
- Rhinolophus hipposideros  — Подковонос малый
- Rupicapra rupicapra caucasica — Серна кавказская
- Sicista kluchorica — Мышовка клухорская
- Sicista strandi — Мышовка Штранда
- Sicista subtilis — Мышовка степная
- Sorex raddei  — Бурозубка Радде
- Sorex volnuchini  — Бурозубка Волнухина
- Spermophilus pygmaeus — Суслик малый (равнино-предгорные популяции)
- Tadarida teniotis  — Широкоухий складчатогуб
- Talpa caucasica  — Крот кавказский
- Talpa levantis  — Крот малый
- Vormela peregusna — Перевязка